# Emma Aastrand Jørgensen
Emma Aastrand Jørgensen (født 30. januar 1996 i Maribo) er en dansk kajakroer, der har vundet en række medaljer ved OL, VM og EM. Med fire medaljer i alt vundet ved tre olympiske lege fra 2016 til 2024 er hun Danmarks mest vindende kvindelige atlet ved OL. Hun startede sin karriere i Maribo Kajakklub, men skiftede i 2021 til Nybro-Furå Kano- og Kajakklub. 
I oktober 2024 meddelte Aastrand, at hun ville indstille sin professionelle karriere som kajakroer.

## Karriere

### Maribo Kajakklub
Emma Jørgensen er vokset op i Bursø på Lolland og begyndte at ro kajak i Maribo Kajakklub som 9-årig i 2005. Som 12-årig stillede hun op til DM i klassen for op til 14-årige, som hun vandt. 
Allerede som 15-årig var hun stærk nok til at stille op i seniorrækken. Som 13-årig stillede hun første gang op til de nordiske mesterskaber, og frem til og med 2014 vandt hun 27 nordiske mesterskaber.
Emma Jørgensen vandt i 2013 to EM-guldmedaljer ved U18-mesterskaberne og efterfølgende ligeledes to VM-guldmedaljer for samme årgang. Endelig vandt hun tre guldmedaljer ved den såkaldte Olympic Hope-regatta, og disse overbevisende resultater sikrede hende titlen som Årets fund i dansk idræt 2013.
I 2014 forsvarede hun de to U18-VM-guldmedaljer og vandt desuden VM for seniorer i toerkajak sammen med Henriette Engel Hansen. I januar 2015 blev hun kåret som Årets olympiske håb, og i maj samme år vandt hun som den første dansker nogensinde den internationale World Paddle Awards i juniorkategorien. Romæssigt handlede 2015 meget om at kvalificere sig til OL i Rio 2016, og Emma Jørgensen forsøgte sig både i toeren sammen med Henriette Engel Hansen, i fireren og eneren. Ved VM klarede toeren akkurat ikke kravet, og tilsvarende skete i firerkajakken, men efterfølgende fik Danmark tildelt en kvoteplads i denne disciplin, hvilket også udløste en billet til toeren og eneren.
I 2016 slog Emma Aastrand Jørgensen sit navn fast i enerkajakken, idet hun først vandt en bronzemedalje ved et World Cup-stævne i Račice og en måneds tid efter den første senior-EM-medalje med bronze på 500 m distancen i Moskva. Allerede inden VM var de fire roere, der havde sikret Danmark kvotepladsen ved VM 2015, blevet officielt udtaget til OL, og en måneds tid senere fik Jørgensen pladsen i 500 m enerkajak ved OL.
Deltagelse ved OL 2016 blev indledt på bedste vis for Emma Jørgensen, idet hun i enerkajakken kvalificerede sig sikkert i semifinalen med en andenplads i sit indledende heat, hvorpå hun akkurat sikrede sig andenpladsen i semifinalen og direkte plads i finalen. Denne blev meget tæt, idet tre roere lå så tæt efter den suveræne vinder, ungareren Danuta Kozak, at det krævede målfoto at finde ud af de næste placeringer, men det endte med, at Jørgensen med tiden 1:54,326 var 0,046 sekund foran newzealænderen Lisa Carrington på tredjepladsen, og dermed vandt Emma Jørgensen sølv.
I de følgende sæsoner kunne Aastrand Jørgensen fremvise stabile resultater i toppen af verdenseliten, og hun vandt sølv og bronze ved VM i 2017 i henholdsvis 200 og 500 m, sølv ved EM samme år i 200 m, og i 2018 gentog hun VM-sølvet ved VM.

### Nybro-Furå Kano- og Kajakklub
1. januar 2021 skiftede Jørgensen klub til Nybro-Furå Kano- og Kajakklub. Samme sommer deltog hun ved OL 2020 i Tokyo (afholdt i 2021), hvor hun deltog i tre discipliner: 200 m og 500 m enerkajak samt 500 m firerkajak. I 200 m enerkajak vandt hun sit indledende heat og kvalificerede sig dermed direkte til semifinalen. Her blev hun nummer to efter storfavoritten, newzealænderen Lisa Carrington, der satte ny olympisk rekord. I finalen var Carrington igen stærkest og vandt igen i olympisk rekordtid, mens den spanske veteran Teresa Portela vandt sølv, ganske tæt forfulgt af Aastrand, der dermed fik bronze. I 500 m enerkajak blev Aastrand nummer to i sit indledende heat og kvalificerede sig dermed til semifinalen. Her blev hun igen nummer to, og i finalen var det Carrington, der igen sikrede sig guldet, mens ungarske Tamara Csipes sikrede sig guldet, hvorpå Aastrand blev nummer tre og vandt sin anden bronzemedalje ved legene. I firerkajakken kvalificerede hun sig sammen med Julie Frølund Funch, Sara Corfixsen Milthers og Bolette Nyvang Iversen til A-finalen, hvor de blev nummer otte og sidst.
Senere i 2021 ved VM på Bagsværd Sø vandt Aastrand guld i 200 m enerkajak og bronze i 500 m enerkajak. Ved EM i 2022 i München vandt Aastrand igen guld i 200 m enerkajak, hvorpå hun vandt bronze på 500 m distancen.
Ved OL i Paris i 2024 vandt Aastrand en bronzemedalje og nåede dermed at blive firedobbelt OL-medaljevinder.

### Afslutning
Aastrand meddelte 31. oktober 2024, at hun ville indstille sin professionelle karriere. På det tidspunkt var hun 28 år. Hun motiverede beslutningen med, at glæden og lysten ved at ro, som havde været det drivende for hende, ikke længere var den samme for hende. Et par måneder senere fortalte hun til DR, at hun i stedet havde kastet sig over spydkast og ville forsøge at træne, så hun kunne deltage i Sommer-OL 2028 som spydkaster.